# Quốc kỳ Grenada
Quốc kỳ Grenada (tiếng Anh: Flag of Grenada) được sử dụng chính thức từ ngày 7 tháng 2 năm 1974, ngày quốc gia này độc lập từ Anh. Sáu ngôi sao trên nền đỏ là biểu tượng của sáu giáo xứ ở Grenada. Ngôi sao ở trung tâm trong vòng tròn đỏ tượng trưng cho thủ đô St. George's. Biểu tượng ở phía bên trái là một nhánh nhục đậu khấu, một trong những cây trồng chính ở Grenada. Nó cũng gợi nhớ tới tên cũ của quốc đảo này là Đảo Gia vị (tiếng Anh: Isle of Spice) .
Lá cờ có màu đỏ, vàng và xanh lá cây, những màu sắc liên châu Phi. Màu đỏ tượng trưng cho lòng dũng cảm và sức sống, màu vàng là ánh nắng mặt trời và sự thân thiện của cư dân và màu xanh cho thực vật và nông nghiệp.
Lá cờ do Anthony C. George ở giáo xứ Saint Andrew thiết kế.
Cờ hiệu dân sự giống như quốc kỳ nhưng có tỉ lệ 1:2. Cờ hiệu hải quân dựa trên cờ hiệu trắng của Anh, với quốc kỳ ở góc trên bên trái.

## Các lá cờ trong lịch sử

Cờ Grenada từ 1967 đến 1974